# Mai Kuraki&Experience First Live 2001 in Zepp Osaka
『Mai Kuraki & Experience First Live 2001 in Zepp Osaka』（マイ・クラキアンドエクスピリアンス・ファースト・ライブ・ニセンイチ・イン・ゼップ・オオサカ）は、倉木麻衣の初のライブビデオ。通算2枚目の映像作品で、2001年9月19日発売。

## 概要
2001年8月18日と8月19日にZepp Osakaで開催された、倉木麻衣の初のライブ「爽健美茶 Natural Breeze 2001 happy live」の模様を、60分に編集して収録した、倉木麻衣初のライブビデオ作品である。
ライブ開催日当日から発売までわずか1ヶ月という短い期間で発売されており、当時「緊急&超高速リリース!!!」「最速パッケージ化」との宣伝コピーで話題となった。
また、当時発売されたシングル『Can't forget your love』のビデオクリップは、本公演の開催当日の開演直前に、Zepp Osakaで収録されたものである。

## 収録曲
1. Stand Up
2. Everything's All Right
3. Secret of my heart
4. Stepping∞Out
5. happy days
6. The ROSE～melody in the sky～
7. Reach for the sky
8. Stay by my side
9. 冷たい海
10. Come On! Come On!
11. NEVER GONNA GIVE YOU UP
12. PERFECT CRIME
13. always
14. Delicious Way
15. Love, Day After Tomorrow